# ميرزا نظام
ميرزا نظام هي قرية في مقاطعة مياندوآب، إيران. عدد سكان هذه القرية هو 44 في سنة 2006.